# Kościół Chrystusa Miłosiernego w Gdyni
Kościół Chrystusa Miłosiernego w Gdyni – rzymskokatolicki kościół parafialny zlokalizowany w Gdyni Redłowie, przy ul. Kopernika 75.

## Historia
Pomysł utworzenia parafii redłowskiej narodził się w latach 60. XX wieku. Mieszkańcy okolicznych budynków uczęszczali na msze święte albo do Orłowa, albo na Wzgórze św. Maksymiliana. Świątynię wznosił ks. kanonik Jerzy Kłopotek-Główczewski, który do swej śmierci był tu proboszczem (styczeń 2003), a następnie został pochowany przed kościołem. Teren na skarpie wychodzącej na polanę zajmowały dawniej ogrody działkowe i nieużytki. Zgodę na budowę uzyskano w 1981. 19 lutego 1982, dekretem biskupa Mariana Przykuckiego, wydzielono nową wspólnotę z parafii orłowskiej i z parafii św. Antoniego na Wzgórzu św. Maksymiliana. W kwietniu 1982 wytyczono teren i rozpoczęto prace budowlane kościoła oraz plebanii. Obiekt konsekrowano w 1996.

## Architektura
Formę modernistycznej świątyni zainspirował obraz „Jezu ufam Tobie„. Kształt bryły nawiązuje do obrazu, na którym z Serca Jezusowego rozchodzą się promienie. Rozłożysty dach, z którego kilku stron wystają krzyże, a także betonowe kolumienki i boczne wejścia tworzą kompozycję symbolizującą obraz.

## Wyposażenie
Wewnątrz znajduje się stosunkowo niewielki ołtarz główny, za którym wznosi się krzyż z rzeźbą Chrystusa. We wnęce ściennej umieszczono relikwie św. Faustyny Kowalskiej. Na ścianie wisi też kamień węgielny pozyskany z grobu św. Piotra. Jest tu również figura Matki Bożej Fatimskiej, pod którą 13 dnia każdego miesiąca odbywają się modlitwy różańcowe. 

## Galeria

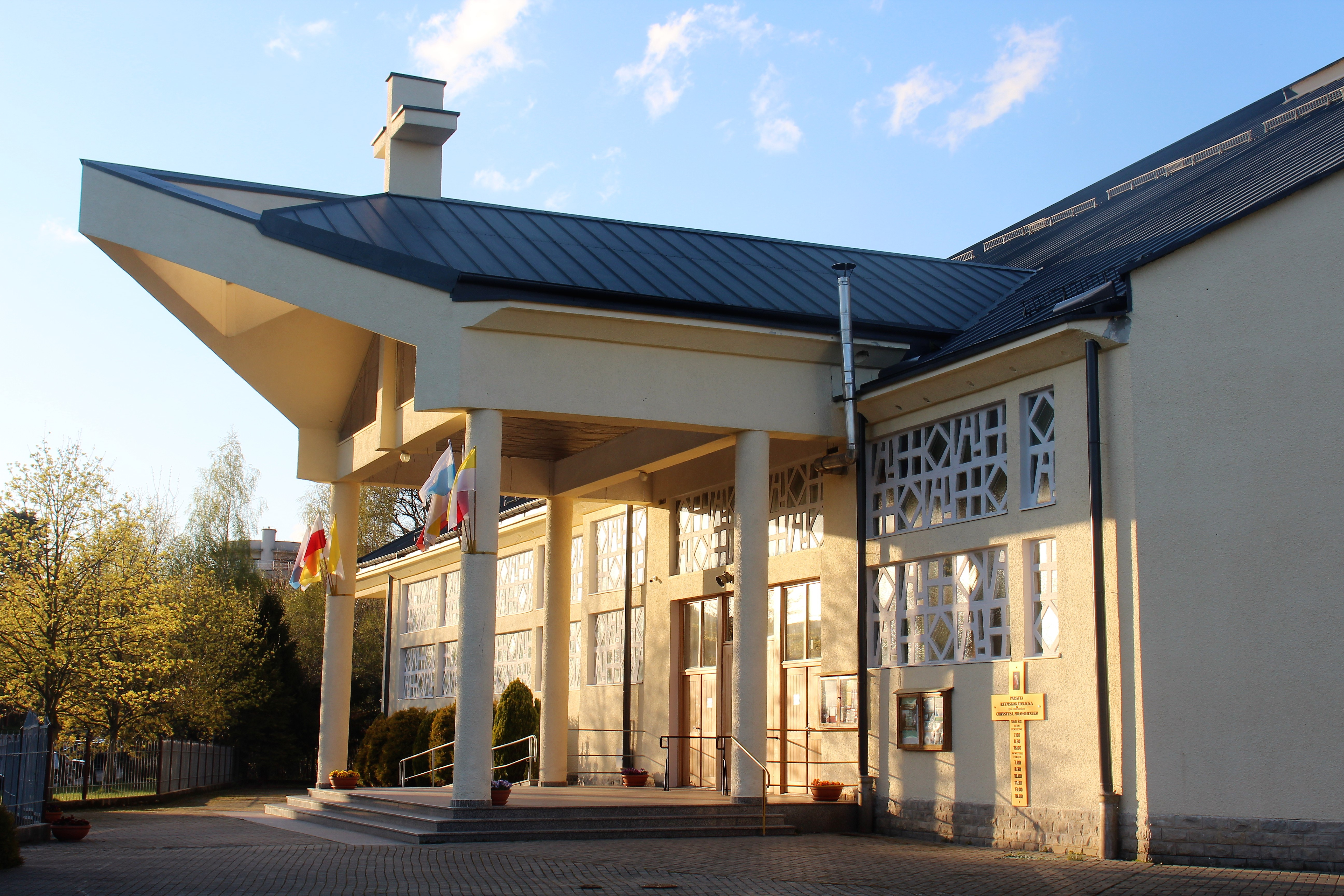
Strefa wejściowa
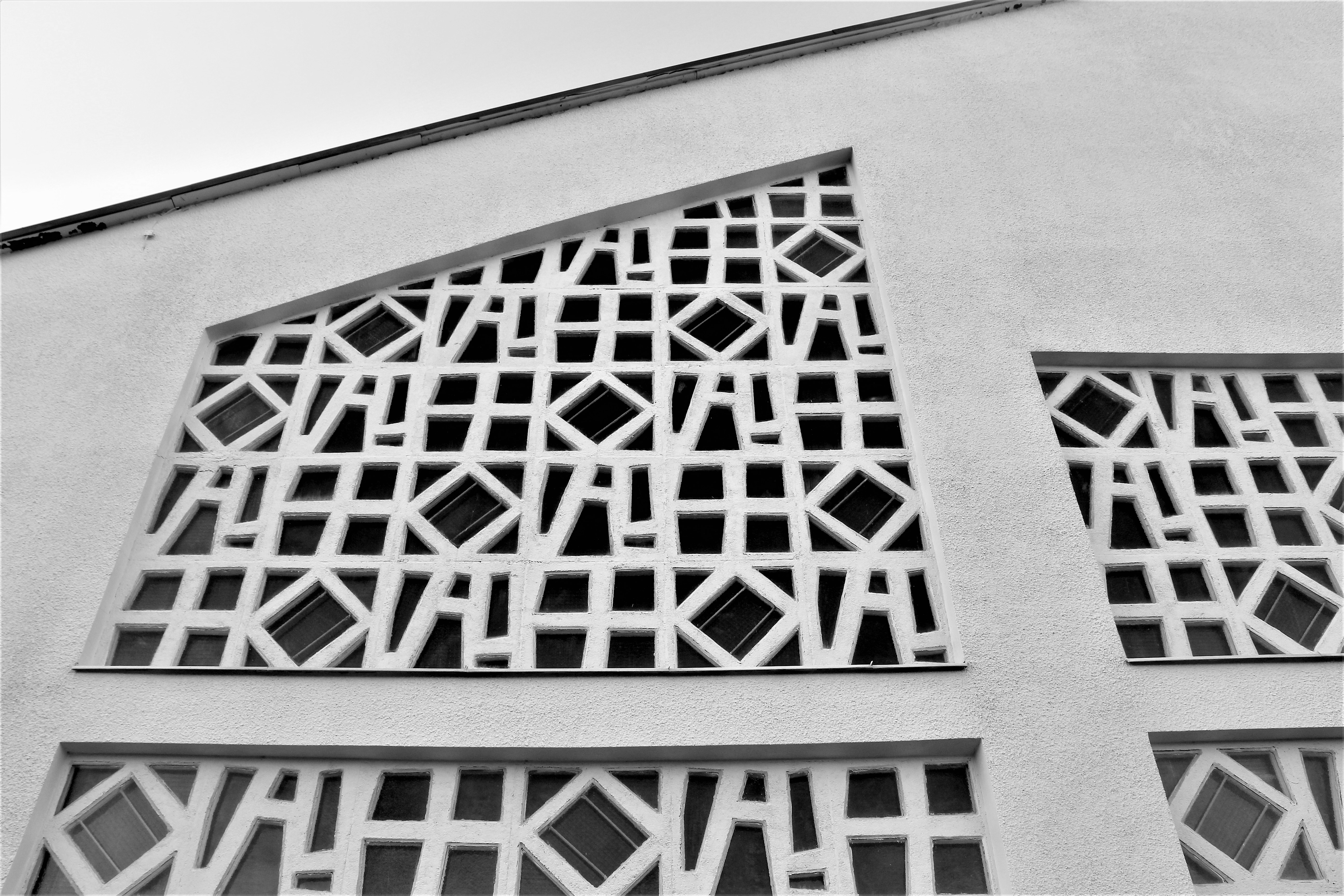
Detal (okna)
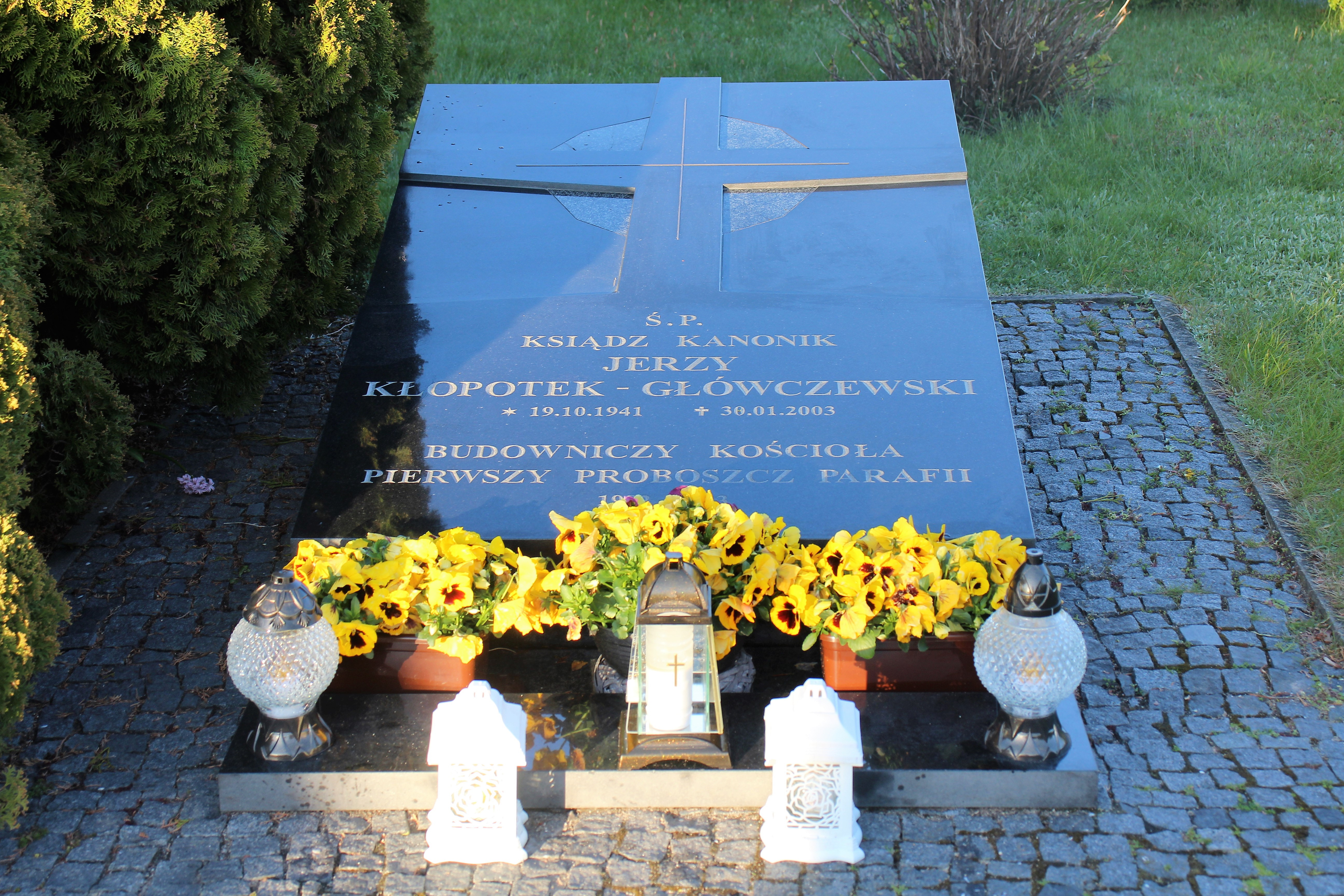
Grób ks. Jerzego Kłopotka-Główczewskiego